# NGC 7678
NGC 7678 je spirální galaxie s příčkou v souhvězdí Pegase. Její zdánlivá jasnost je 11,8m a úhlová velikost 2,5′ × 1,7′. Je vzdálená 164 milionů světelných let, průměr má 115 000 světelných let. Galaxie je zařazena do katalogu pekuliárních galaxií v skupině galaxií s výraznými spirálními rameny jako Arp 28. Objekt objevil 15. září 1784 William Herschel.